# Ivan Franko
Ivan Yakovych Franko (em ucraniano:  Іва́н Я́кович Франко́; 27 de agosto de 1856 – 28 de maio de 1916) foi um proeminente intelectual ucraniano, reconhecido como poeta, escritor, pensador, crítico literário, linguista, tradutor e ativista político. Considerado um dos fundadores do romance policial e da poesia moderna em língua ucraniana, foi uma figura central no movimento de libertação nacional ucraniano e no socialismo no Império Austro-Húngaro. É amplamente celebrado como um dos maiores escritores nacionais da Ucrânia.

## Biografia
Ivan Franko nasceu em 27 de agosto de 1856 em Nahuievychi, então parte do Império Austro-Húngaro (atualmente na região de Lviv, Ucrânia), em uma família de ferreiros de origem alemã católica romana. Sua mãe, Maria, pertencia à pequena nobreza de origem polonesa ou ucraniana, com raízes na vila de Kulchytsi, região de Sambir. Frequentou escolas em Yasenytsia Silna (1862–1864) e no mosteiro basiliano em Drohobych (1864–1867). Em 1875, ingressou na faculdade de filosofia da Universidade de Lviv, mas foi expulso em 1880 devido a atividades socialistas, sendo preso em 1877 e 1880. Em 1891, estudou na Universidade de Chernivtsi, e em 1893 obteve o doutorado em literatura pela Universidade de Viena com uma tese sobre o romance espiritual Barlaam e Josafá.
A partir da década de 1890, Franko engajou-se na promoção da cultura ucraniana na região da Galícia, presidindo o comitê de etnologia da Sociedade Científica Taras Shevchenko em 1898 e editando a revista Etnografia. Traduziu obras clássicas de William Shakespeare, Lord Byron, Dante Alighieri, Johann Wolfgang von Goethe e Friedrich Schiller para o ucraniano, muitas das quais foram encenadas no teatro ucraniano Ruska Besida. Escreveu poesia lírica, peças teatrais e romances, além de traduzir textos em grego antigo, latim, árabe, babilônio, francês, alemão, inglês, russo, polonês, tcheco, sérvio e croata.

## Linguística
Franko dedicou-se intensamente à linguística, especialmente ao estudo da língua ucraniana, publicando 150 artigos sobre o tema. Considerava a língua um organismo biológico em evolução e defendia a padronização do ucraniano com base na linguagem oral, inspirando-se nos dialetos de Ivan Kotliarevsky e Taras Shevchenko da região de Dnipró. Opos-se à ênfase no ucraniano literário influenciado pelo russo, entrando em conflito com intelectuais pró-russos, e rejeitou veementemente a romanização do alfabeto ucraniano. Além da linguística, pesquisou filosofia, história, antropologia, economia e teoria literária.

## Ativismo Político
Franko foi uma figura central no ativismo político ucraniano. Em 1890, fundou o Partido Radical Ucraniano-Ruteno com Mykhailo Drahomanov e, em 1899, o Partido Popular Ucraniano com populistas ucranianos. Foi preso três vezes por suas atividades: em 1877, 1880 e 1889, esta última devido a contribuições para a revista Pravda e contatos com ucranianos da região de Dnipró. Em 1898, criticou o marxismo no artigo Socialismo e Social-Democracia, chamando-o de "religião baseada em dogmas de ódio e luta de classes". Seus partidos promoviam os direitos dos ucranianos no Império Austro-Húngaro e a interação com ucranianos do Império Russo, contribuindo para a substituição do termo "ruteno" por "ucraniano".

## Literatura
Na literatura ucraniana, Franko é reconhecido como um expoente do realismo. Suas principais obras incluem a coletânea de poemas populistas Das montanhas e dos vales (1878), os poemas de amor Folhas Caídas (1896), a coletânea filosófica Meu Esmeralda (1897), o poema épico sobre libertação nacional Moisés (1905), o romance social Boryslav Ri (1882), o romance histórico Zakhar Berkut (1883) e a peça A Felicidade Roubada (1893), considerada sua melhor obra teatral. Escreveu mais de 1.000 obras, abordando nacionalismo ucraniano, questões sociais e filosofia. Suas primeiras publicações, como Lesyshyna Cheliad e Dois Amigos (1876), apareceram no almanaque literário Dnistrianka. Em obras como A Morte de Caim (1889) e Moisés, comparou a busca dos israelitas por uma pátria ao desejo de independência ucraniana.

## Vida Pessoal
Em 1886, Franko casou-se com Olha Khoruzhynska, formada pelo Instituto de Nobres Damas em Kharkiv, fluente em várias línguas e pianista. Após a morte de seu primogênito, Andriy, Olha sofreu de doença mental, falecendo em 1941. O casal teve quatro filhos:
- Andriy (1887–1913), faleceu aos 27 anos de insuficiência cardíaca.
- Petro (1890–1941), químico, veterano dos Fuzileiros Sich Ucranianos, fundador da Força Aérea Ucraniana e deputado.
- Taras (1889–1971), veterano dos Fuzileiros Sich Ucranianos.
- Hanna Klyuchko (1892–1988), escritora, publicista e memorialista.

## Morte e Legado
Em 1916, Franko foi indicado ao Prêmio Nobel de Literatura por Josef Zastyretz e Harald Hjärne, mas faleceu antes da concretização da nomeação. Morreu em 28 de maio de 1916, em pobreza, em sua casa em Lviv. As despesas de seu funeral foram custeadas por admiradores, e ele foi sepultado no Cemitério de Lychakiv.
Franko é homenageado com estátuas, instituições (como a Universidade de Lviv) e a renomeação da cidade de Stanyslaviv para Ivano-Frankivsk em 1962. Sua imagem aparece na nota de 20 hryvnia ucraniana. Em 1993, uma estátua foi instalada na Universidade de Viena, e em 2013, uma placa foi adicionada para contextualizar sua relação com a comunidade judaica. Em 2019, o filme The Rising Hawk foi lançado, baseado em seu romance Zakhar Berkut. Durante o período soviético, Franko foi promovido como Kameniar (quebrador de pedras) por seu poema revolucionário Kameniari.

## Leitura Adicional
- Yoshi Kozai (2008). «A emigração dos camponeses galícios de Ivan Franko (1892)». Associação de Estudos de Literatura Alemã e Francesa da Universidade de Yamaguchi. Literatura Alemã e Francesa da Universidade de Yamaguchi (em japonês). 29: 17-44. ISSN 0387-6918. Consultado em 3 de março de 2024
- Yoshi Kozai (2016). «Contos de Ivan Franko sobre escolas: 'O Lápis' (1879) e outros». Associação de Estudos de Literatura Alemã e Francesa da Universidade de Yamaguchi. Literatura Alemã e Francesa da Universidade de Yamaguchi (em japonês). 38: 31-52. ISSN 0387-6918. Consultado em 3 de março de 2024